# 스피드스케이팅 남자 5000m 대한민국 기록 추이
스피드 스케이팅 대한민국 기록은 대한 빙상 경기 연맹이 공인하고 관리한다.
다음은 남자 5000m 대한민국 기록 추이이다.
| # | 시간        | 차이     | 선수   | 소속     | 날짜             | 대회명                                     | 장소                          | 경기장               | 주석 및 기타                     | 동영상 |
|   | 8분 44초 0  | -        | 이효창 |          | 1943.            | 일본 진명호 선수권                         | 일본 진명호                   |                      | [ 1 ]                            |        |
|   | 8분 17초 6  | -        | 장영   |          | 1962. 1. 21 이전 |                                            |                               |                      |                                  |        |
|   | 8분 03초 4  | -        | 최영배 | 경희고   | 1964. 02. 05     | 동계 올림픽                                | 오스트리아 인스부르크         | Olympia Eisstadion   | 종전 8분 17초 6                  |        |
|   | 8분 02초 1  | - 1.3초  | 조홍식 | 공군     | 1970. 02. 27     | 일본 전지훈련단 기록회                     | 일본 나가노 현                | 국제 스포츠 센터     | [ 3 ]                            |        |
|   | 7분 52초 0  | -        | 이영하 | 경희고   | 1975. 01. 08     | 제5회 회장기 쟁탈 전국 남녀 빙상 대회      | 대한민국 서울                 | 태릉 아이스 링크     | 종전 8분 0초 4(74년 12월)        |        |
|   | 7분 38초 0  | -        | 이영하 | 경희대   | 1975. 12. 26     | 동계 올림픽 파견 최종 선발전               | 대한민국 서울                 | 태릉 국제 스케이트장 | 종전 7분 47초 5(이영하 75년 1월) |        |
|   | 7분 31초 28 | - 6.72초 | 이영하 | 경희대   | 1976. 01. 18     | 세계 주니어 스피드 스케이팅 선수권 대회    | 이탈리아 Madonna di Campiglio | Pista Olimpica       | [ 6 ]                            |        |
|   | 7분 20초 08 | -        | 배기태 | 서울고   | 1983. 12. 10/11  | 인첼 국제 초청 빙상 대회                   | 독일 인첼                     |                      | 11위. 종전 7분 28초 54           |        |
|   | 7분 02초 13 | -        | 김관규 |          | 1988. 02. 19 *   | 동계 올림픽                                | 캐나다 캘거리                 | 올림픽 오벌          | 29위. 종전 7분 02. 29            |        |
|   | 7분 00초 13 | - 2.00초 | 최재봉 | 효원고   | 1996. 03. 10     | 96 세계 주니어 스피드 스케이팅 선수권 대회 | 캐나다 캘거리                 | 올림픽 오벌          | [ 9 ]                            |        |
|   | 6분 53초 28 |          | 최재봉 | 효원고   | 1997. 11. 16     | 종별 선수권                                | 캐나다 캘거리                 | 올림픽 오벌          | [ 10 ]                           |        |
|   | 6분 49초 61 | - 3.67초 | 최재봉 | 효원고   | 1997. 12. 07     | 1997-98 스피드 스케이팅 월드컵             | 네덜란드 헤이렌베인           | 티알프               | B그룹. 15위                      |        |
|   | 6분 39초 99 |          | 문준   | 강원체고 | 2000. 11. 05 (*) | 주말 국제 대회                             | 캐나다 캘거리                 | 올림픽 오벌          | 종전 6분 41초 21 (자신 1999년)   |        |
|   | 6분 37초 23 |          | 문준   | 강원체고 | 2001. 10. 22     |                                            | 캐나다 캘거리                 | 올림픽 오벌          | 본인 통산 최고 기록임            |        |
|   | 6분 29초 50 | - 7.73초 | 여상엽 | 한국체대 | 2005. 11. 14     | 2005–06 스피드 스케이팅 월드컵             | 캐나다 캘거리                 | 올림픽 오벌          | 디비전 B 17위                    |        |
|   | 6분 28초 49 | - 1.01초 | 여상엽 | 한국체대 | 2005. 11. 19     | 2005–06 스피드 스케이팅 월드컵             | 미국 솔트레이크시티           | 유타 올림픽 오벌     | 디비전 B 11위                    |        |
|   | 6분 25초 03 | - 3.46초 | 이승훈 | 한국체대 | 2009. 11. 14     | 2009–10 스피드 스케이팅 월드컵             | 네덜란드 헤이렌베인           | 티알프               | [ 14 ]                           |        |
|   | 6분 16초 75 | - 8.28초 | 이승훈 | 한국체대 | 2009. 12. 05     | 2009–10 스피드 스케이팅 월드컵             | 캐나다 캘거리                 | 올림픽 오벌          | [ 15 ]                           |        |
|   | 6분 14초 67 | - 2.08초 | 이승훈 | 한국체대 | 2009. 12. 12     | 2009–10 스피드 스케이팅 월드컵             | 미국 솔트레이크시티           | 유타 올림픽 오벌     |                                  |        |
|   | 6초 07초 04 | - 7초 63 | 이승훈 | 대한항공 | 2013. 11. 10     | 2013–14 스피드 스케이팅 월드컵             | 캐나다 캘거리                 | 올림픽 오벌          | 3위                              |        |

## 같이 보기
- 스피드 스케이팅 남자 5000m 세계 기록 추이
- 스피드 스케이팅 여자 5000m 대한민국 기록 추이
- 스피드 스케이팅 여자 5000m 세계 기록 추이